# Simone Schiaffino
Simone Schiaffino (* 16. Februar 1835 in Camogli; † 15. Mai 1860 in Calatafimi Segesta) war ein italienischer Freiheitskämpfer und Seemann.
Simone Schiaffino fuhr seit seinem 12. Lebensjahr zur See. Ab 1856 unterstützte er die italienische Einigungsbewegung als Mitglied von Freimaurerlogen in New York und Genua. Er nahm am zweiten italienischen Unabhängigkeitskrieg als Freiwilliger teil. Unter Giuseppe Garibaldi kämpfte er 1859 u. a. in der Schlacht von San Fermo. 1860 nahm er als Kommandeur am Zug der Tausend teil. Er fiel am 15. Mai 1860 in der Schlacht von Calatafimi.
Nach seinem Tod nahm er bald einen besonderen Platz in der Geschichte der italienischen Freimaurerei und des Risorgimento ein. Straßen, Plätze und Schiffe wurden nach ihm benannt.
| Personendaten    | Personendaten                              |
| ---------------- | ------------------------------------------ |
| NAME             | Schiaffino, Simone                         |
| KURZBESCHREIBUNG | italienischer Freiheitskämpfer und Seemann |
| GEBURTSDATUM     | 16. Februar 1835                           |
| GEBURTSORT       | Camogli                                    |
| STERBEDATUM      | 15. Mai 1860                               |
| STERBEORT        | Calatafimi Segesta                         |